# Escola de la ment
L'escola de la ment (Xinxue) va ser un corrent idealista important del neoconfucianisme del que Cheng Hao n'és considerat el fundador. Els principals representants van ser-ne Lu Jiuyuan i Wang Yangming.
Aquesta escola va néixer entre els segles xi i xii, però no és fins al final del segle XV que trobà el seu veritable portaveu en l'erudit i home polític Wang Yangming. Reprenent els primers ensenyaments de l'escola, Wang sostenia que l'esperit no és una combinació de li (principi formal) i txi (energia), però el ren, el "principi". Com l'esperit és el principi pur, no carregat pel txi, posseeix la bondat essencial de la natura humana. Tothom posseeix doncs el bon coneixement innat, però aquesta visió de la unitat primordial ha quedat ofuscada per l'egoisme i només ha de mirar en ell mateix per trobar-lo: cal recuperar aquesta visió de la unitat i actuar amb conseqüència, amb sinceritat i amb consciència, és a dir, que el coneixement veritablement bo ha de tenir conseqüències pràctiques. En va deduir que el coneixement bo i l'acció virtuosa formen una unitat indivisible, la primera desenvolupant-se espontàniament en la segona.
Després de la mort de Wang (1529), l'escola de la ment es va decantar cap a pràctiques meditatives i introspectives emparentades amb el zen i amb una forma extrema d'idealisme, desviant-se completament del món exterior.